# Barbara von Wertheim
Barbara von Wertheim, död 1561, var grevinna av Wertheim som gift med Georg II von Wertheim. 
Hon var regent som förmyndare för sin son Mikael III von Wertheim 1531-1547. Hon är främst känd för att ha gynnat reformationen under sin regeringstid. 